# Gymnopus
Gymnopus ((Pers.) Gray, 1821) è un genere di funghi basidiomiceti della famiglia Omphalotaceae..

## Tassonomia

### Specie
La specie tipo di questo genere è Gymnopus fusipes (Bull.) Gray, 1821. Le altre specie incluse sono le seguenti.
- Gymnopus agricola Murrill (1916)
- Gymnopus albistrictus Murrill (1938)
- Gymnopus alcalinolens (Peck) Murrill (1916)
- Gymnopus alkalivirens (Singer) Halling (1997)
- Gymnopus allegreti (De Seynes) A.W. Wilson, Desjardin & E. Horak (2004)
- Gymnopus alnicola J.L. Mata & Halling (2004)
- Gymnopus alpicola (Bon & Ballarà) Esteve-Rav., V. González, Arenal & E. Horak (1998)
- Gymnopus alpinus (Vilgalys & O.K. Mill.) Antonín & Noordel. (1997)
- Gymnopus amygdalisporus Polemis & Noordel. (2007)
- Gymnopus androsaceus (L.) Della Maggiora & Trassinelli (2014)
- Gymnopus aquosus (Bull.) Antonín & Noordel. (1997)
- Gymnopus atratoides (Peck) Murrill (1916)
- Gymnopus atrigilvus Murrill (1946)
- Gymnopus aurantiacus Murrill (1939)
- Gymnopus aurantiipes (Corner) A.W. Wilson, Desjardin & E. Horak (2004)
- Gymnopus austrosemihirtipes A.W. Wilson, Desjardin & E. Horak (2004)
- Gymnopus avellaneidiscus Murrill (1916)
- Gymnopus avellaneigriseus Murrill (1916)
- Gymnopus beltraniae Bañares, Antonín & G. Moreno (2007)
- Gymnopus benoistii (Boud.) Antonín & Noordel. (1997)
- Gymnopus bicolor A.W. Wilson, Desjardin & E. Horak (2004)
- Gymnopus biformis (Peck) Halling (1997)
- Gymnopus bisporiger Antonín & Noordel. (2008)
- Gymnopus bisporus (J. Carbó & Pérez-De-Greg.) J. Carbó & Pérez-De-Greg. (2006)
- Gymnopus brassicolens (Romagn.) Antonín & Noordel. (1997)
- Gymnopus brunneigracilis (Corner) A.W. Wilson, Desjardin & E. Horak (2004)
- Gymnopus brunnescens (Murrill) M. Villarreal, Heykoop & Esteve-Rav. (2002)
- Gymnopus butyraceus-trichopus Murrill (1938)
- Gymnopus carnosus (Curtis) Murrill (1916)
- Gymnopus caryophilus Murrill (1945)
- Gymnopus castaneus M. Villarreal, Heykoop & Esteve-Rav. (2002)
- Gymnopus catalonicus (Vila & Llimona) Vila & Llimona (2006)
- Gymnopus ceraceicola J.A. Cooper & P. Leonard (2013)
- Gymnopus cervinicolor (Murrill) J.L. Mata (2009)
- Gymnopus cinchonensis Murrill (1916)
- Gymnopus cockaynei (G. Stev.) J.A. Cooper & P. Leonard (2012)
- Gymnopus collybioides (Speg.) Desjardin, Halling & Hemmes (1999)
- Gymnopus confluens (Pers.) Antonín, Halling & Noordel. (1997)
- Gymnopus coniceps Murrill (1942)
- Gymnopus contrarius (Peck) Halling (1997)
- Gymnopus coracicolor (Berk. & M.A. Curtis) J.L. Mata (2009)
- Gymnopus cremeimellus Murrill (1916)
- Gymnopus cremoraceus (Peck) Murrill (1916)
- Gymnopus cylindricus J.L. Mata (2004)
- Gymnopus dentatus Murrill (1916)
- Gymnopus denticulatus Murrill (1916)
- Gymnopus detersibilis (Berk. & M.A. Curtis) Murrill (1916)
- Gymnopus dichrous (Berk. & M.A. Curtis) Halling (1997)
- Gymnopus diminutus (Berk. & Broome) A.W. Wilson, Desjardin & E. Horak (2004)
- Gymnopus discipes (Clem.) Murrill (1916)
- Gymnopus domesticus Murrill (1916)
- Gymnopus druceae (G. Stev.) J.A. Cooper & P. Leonard (2012)
- Gymnopus dryophilus (Bull.) Murrill (1916)
- Gymnopus dysodes (Halling) Halling (1997)
- Gymnopus dysosmus Polemis & Noordel. (2007)
- Gymnopus earleae Murrill (1916)
- Gymnopus eatonae Murrill (1916)
- Gymnopus ellisii Murrill (1917)
- Gymnopus erythropus (Pers.) Antonín, Halling & Noordel. (1997)
- Gymnopus expallens (Peck) Murrill (1916)
- Gymnopus exsculptus (Fr.) Murrill (1916)
- Gymnopus fagiphilus (Velen.) Antonín, Halling & Noordel. (1997)
- Gymnopus farinaceus Murrill (1916)
- Gymnopus fasciatus (Penn.) Halling (1997)
- Gymnopus fibrosipes (Berk. & M.A. Curtis) J.L. Mata (2003)
- Gymnopus flavescens Murrill (1916)
- Gymnopus floridanus Murrill (1939)
- Gymnopus foetidus (Sowerby) P.M. Kirk (2014)
- Gymnopus fuegianus (Singer) Halling & J.L. Mata (2004)
- Gymnopus fuliginellus (Peck) Murrill (1916)
- Gymnopus fulvidiscus Murrill (1916)
- Gymnopus fuscolilacinus (Peck) Murrill (1916)
- Gymnopus fuscopurpureus (Pers.) Antonín, Halling & Noordel. (1997)
- Gymnopus fuscotramus Mešić, Tkalčec & Chun Y. Deng (2011)
- Gymnopus gibbosus (Corner) A.W. Wilson, Desjardin & E. Horak (2004)
- Gymnopus glatfelteri Murrill (1916)
- Gymnopus griseifolius Murrill (1916)
- Gymnopus hakaroa J.A. Cooper & P. Leonard (2013)
- Gymnopus hariolorum (Bull.) Antonín, Halling & Noordel. (1997)
- Gymnopus herinkii Antonín & Noordel. (1996)
- Gymnopus hondurensis (Murrill) J.L. Mata (2003)
- Gymnopus huijsmanii Antonín & Noordel. (1997)
- Gymnopus hybridus (Kühner & Romagn.) Antonín & Noordel. (1997)
- Gymnopus imbricatus J.A. Cooper & P. Leonard (2013)
- Gymnopus impudicus (Fr.) Antonín, Halling & Noordel. (1997)
- Gymnopus indoctoides A.W. Wilson, Desjardin & E. Horak (2004)
- Gymnopus indoctus (Corner) A.W. Wilson, Desjardin & E. Horak (2004)
- Gymnopus inexpectatus Consiglio, Vizzini, Antonín & Contu (2008)
- Gymnopus inodorus (Pat.) Antonín & Noordel. (1997)
- Gymnopus inusitatus (Vila & Llimona) Vila & Llimona (2006)
- Gymnopus iocephalus (Berk. & M.A. Curtis) Halling (1997)
- Gymnopus jamaicensis Murrill (1916)
- Gymnopus johnstonii (Murrill) A.W. Wilson, Desjardin & E. Horak (2004)
- Gymnopus junquilleus R.H. Petersen & J.L. Mata (2006)
- Gymnopus kauffmanii (Halling) Halling (1997)
- Gymnopus kidsonii (G. Stev.) J.A. Cooper & P. Leonard (2012)
- Gymnopus lachnophyllus (Berk.) Murrill (1916)
- Gymnopus lanipes (Malençon & Bertault) Vila & Llimona (2006)
- Gymnopus lodgeae (Singer) J.L. Mata (2003)
- Gymnopus loiseleurietorum (M.M. Moser, Gerhold & Tobies) Antonín & Noordel. (1997)
- Gymnopus luxurians (Peck) Murrill (1916)
- Gymnopus macropus Halling (1996)
- Gymnopus mammillatus Murrill (1939)
- Gymnopus melanopus A.W. Wilson, Desjardin & E. Horak (2004)
- Gymnopus menehune Desjardin, Halling & Hemmes (1999)
- Gymnopus mesoamericanus J.L. Mata (2006)
- Gymnopus microspermus (Peck) Murrill (1916)
- Gymnopus microsporus (Peck) Murrill (1916)
- Gymnopus montagnei (Berk.) Redhead (2014)
- Gymnopus monticola Murrill (1916)
- Gymnopus moseri Antonín & Noordel. (1997)
- Gymnopus mucubajiensis (Dennis) Halling (1996)
- Gymnopus musicola Murrill (1916)
- Gymnopus neotropicus (Singer) J.L. Mata (2003)
- Gymnopus nigritiformis Murrill (1916)
- Gymnopus nigroimplicatus (Corner) Mešić, Tkalčec & Chun Y. Deng (2013)
- Gymnopus nivalis (Luthi & Plomb) Antonín & Noordel. (1995)
- Gymnopus nonnullus (Corner) A.W. Wilson, Desjardin & E. Horak (2004)
- Gymnopus nubicola Halling (1996)
- Gymnopus obscuroides Antonín & Legon (2008)
- Gymnopus ocior (Pers.) Antonín & Noordel. (1997)
- Gymnopus oculatus Murrill (1916)
- Gymnopus omphalina Murrill (1945)
- Gymnopus omphalodes (Berk.) Halling & J.L. Mata (2004)
- Gymnopus oncospermatis (Corner) Har. Takah. (2002)
- Gymnopus oreadoides (Pass.) Antonín & Noordel. (1997)
- Gymnopus orizabensis Murrill (1916)
- Gymnopus pallidus Murrill (1916)
- Gymnopus parvulus J.L. Mata, R.H. Petersen & K.W. Hughes (2006)
- Gymnopus perforans (Hoffm.) Antonín & Noordel. (2008)
- Gymnopus peronatus (Bolton) Gray (1821)
- Gymnopus physcopodius (Mont.) Murrill (1916)
- Gymnopus piceipes T. Miyam. & Igarashi (2001)
- Gymnopus pilularius (Mont.) Murrill (1916)
- Gymnopus polygrammus (Mont.) J.L. Mata (2003)
- Gymnopus polyphyllus (Peck) Halling (1997)
- Gymnopus potassiovirescens (Contu) Antonín & Noordel. (2008)
- Gymnopus pseudolodgeae J.L. Mata (2004)
- Gymnopus pseudomphalodes (Dennis) J.L. Mata (2006)
- Gymnopus pubipes Antonín, A. Ortega & Esteve-Rav. (2003)
- Gymnopus purpureicollus (Corner) A.W. Wilson, Desjardin & E. Horak (2004)
- Gymnopus putillus (Fr.) Antonín, Halling & Noordel. (1997)
- Gymnopus pyrenaeicus (Bon & Ballarà) Antonín & Noordel. (2008)
- Gymnopus quercophilus (Pouzar) Antonín & Noordel. (2008)
- Gymnopus readii (G. Stev.) J.L. Mata (2006)
- Gymnopus roseilividus Murrill (1916)
- Gymnopus semihirtipes (Peck) Halling (1997)
- Gymnopus sepiiconicus (Corner) A.W. Wilson, Desjardin & E. Horak (2004)
- Gymnopus sinuatus Murrill (1916)
- Gymnopus sphaerosporus M. Villarreal, Arenal & G. Moreno (2006)
- Gymnopus spongiosus (Berk. & M.A. Curtis) Halling (1996)
- Gymnopus squamiger Murrill (1916)
- Gymnopus stenophyllus (Mont.) J.L. Mata & R.H. Petersen (2004)
- Gymnopus striatipes (Peck) Halling (1997)
- Gymnopus subabundans Murrill (1946)
- Gymnopus subaquosus de Meijer (2009)
- Gymnopus subavellaneus Murrill (1916)
- Gymnopus subconiceps Murrill (1946)
- Gymnopus subcyathiformis (Murrill) Desjardin, Halling & Hemmes (1999)
- Gymnopus subflavescens Murrill (1916)
- Gymnopus subflavifolius Murrill (1916)
- Gymnopus subfunicularis Murrill (1946)
- Gymnopus sublatericius Murrill (1916)
- Gymnopus subluxurians Murrill (1945)
- Gymnopus subnivulosus Murrill (1916)
- Gymnopus subnudus (Ellis ex Peck) Halling (1997)
- Gymnopus subpruinosus (Murrill) Desjardin, Halling & Hemmes (1999)
- Gymnopus subrigidichorda (Corner) Tkalčec, Mešić & Chun Y. Deng (2013)
- Gymnopus subrugosus Murrill (1916)
- Gymnopus subsulphureus (Peck) Murrill (1916)
- Gymnopus subsupinus (Berk.) J.A. Cooper (2014)
- Gymnopus subterginus (Halling) Halling (1997)
- Gymnopus subtortipes Murrill (1946)
- Gymnopus tamatavae (Bouriquet) Antonín, Buyck & Randrian. (2005)
- Gymnopus terginus (Fr.) Antonín & Noordel. (1997)
- Gymnopus termiticola (Corner) A.W. Wilson, Desjardin & E. Horak (2004)
- Gymnopus texensis (Berk. & M.A. Curtis) Murrill (1916)
- Gymnopus tortipes Murrill (1916)
- Gymnopus tricholoma Murrill (1941)
- Gymnopus trogioides A.W. Wilson, Desjardin & E. Horak (2004)
- Gymnopus uniformis (Peck) Murrill (1916)
- Gymnopus vernus (Ryman) Antonín & Noordel. (2008)
- Gymnopus villosipes (Cleland) Desjardin, Halling & B.A. Perry (1997)
- Gymnopus vinaceus (G. Stev.) J.A. Cooper & P. Leonard (2012)
- Gymnopus virescens A.W. Wilson, Desjardin & E. Horak (2004)
- Gymnopus virginianus Murrill (1916)
- Gymnopus vitellinipes A.W. Wilson, Desjardin & E. Horak (2004)
- Gymnopus volkertii Murrill (1916)